# Хрустово (Сански Мост)
Хрустово је насељено мјесто у саставу општине Сански Мост, Федерација Босне и Херцеговине, БиХ.
Овдје се налази пећина Хрустовача.

## Становништво
| Националност       | 1991.          | 1981.          | 1971.          |
| Муслимани          | 1.675 (98,87%) | 1.681 (97,56%) | 1.581 (93,43%) |
| Хрвати             | 2 (0,11%)      | 9 (0,52%)      | 45 (2,65%)     |
| Срби               | 0              | 2 (0,11%)      | 56 (3,30%)     |
| Југословени        | 2 (0,11%)      | 26 (1,50%)     | 3 (0,17%)      |
| остали и непознато | 15 (0,88%)     | 5 (0,29%)      | 7 (0,41%)      |
| Укупно             | 1.694          | 1.723          | 1.692          |